# Церква святого Теодосія Печерського (Горішня Слобідка)

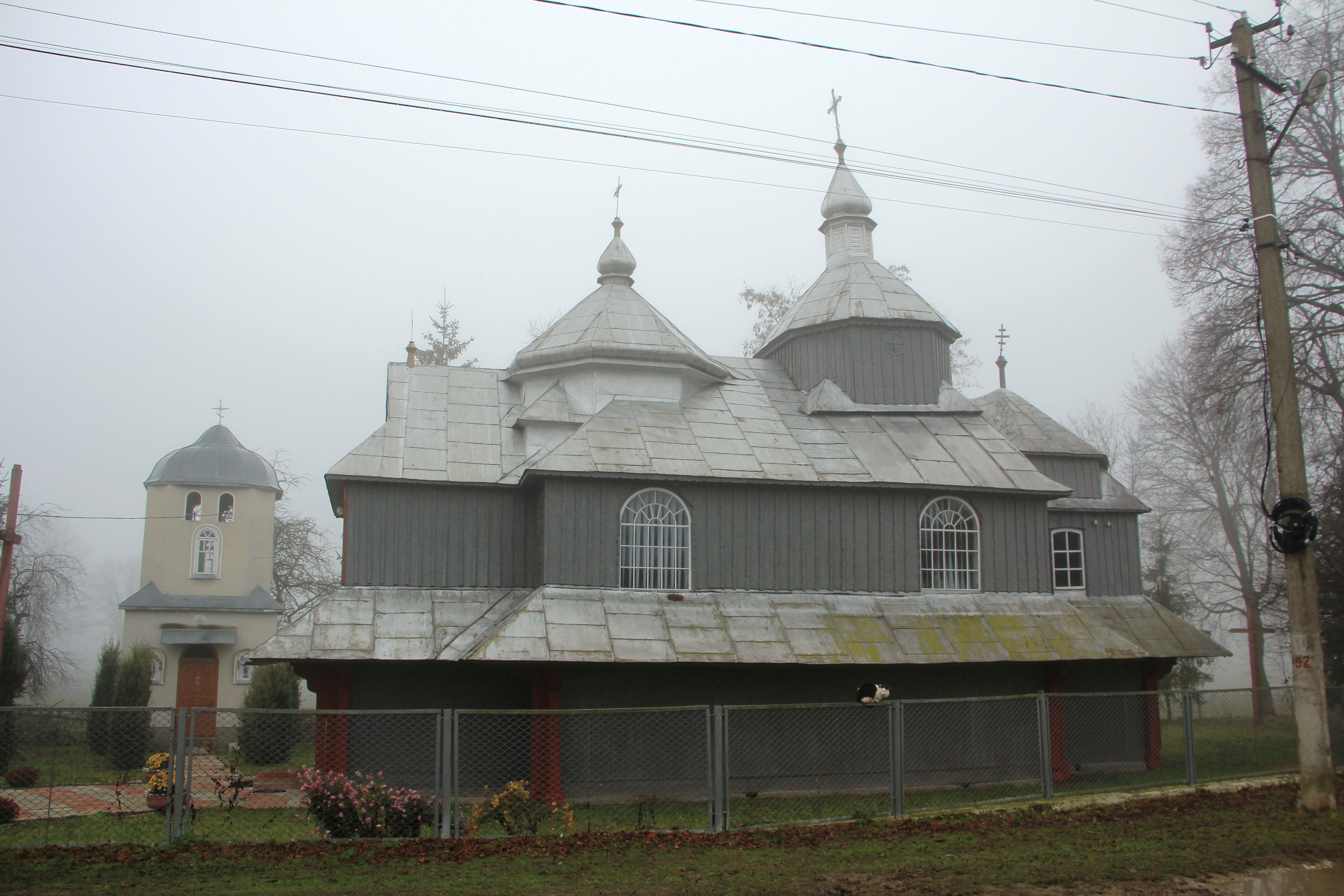
Дерев'яний храм преподобного Феодосія Печерського у селі Горішня Слобідка ПЦУ (1918)

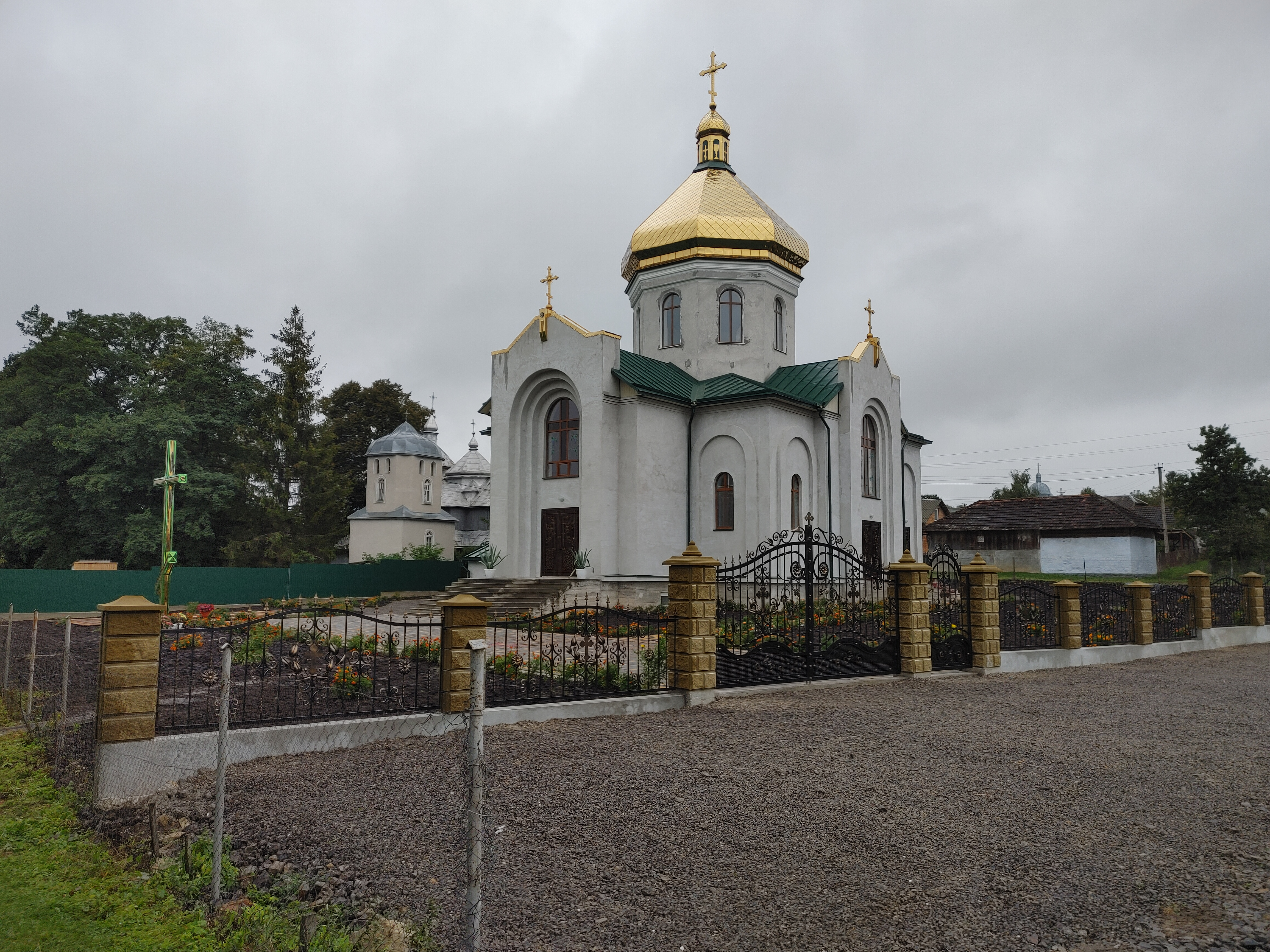
Новозбудований храм на честь преподобного Феодосія Печерського у селі Горішня Слобідка ПЦУ (2022)

Церква святого Теодосія Печерського в Горішній Слобідці — парафія і храм греко-католицької громади Монастириського деканату Бучацької єпархії Української греко-католицької церкви в селі Горішня Слобідка Чортківського району Тернопільської области.

## Історія церкви
Ймовірно, греко-католицька парафія в селі Горішня Слобідка була заснована невдовзі після його появи у 1710 році та спершу належала до парафії міста Монастириська. Перша згадка про неї як про самостійну датується 1868 роком, коли було збудовано перший храм — дерев'яну церкву на честь Святого Теодосія Печерського. Керував будівництвом Гнат Гнатів.
У 1956 році державна влада закрила церкву. Через кілька років, у 1960-х, біля храму сталася пожежа, але завдяки зусиллям жителя села Івана Урана церква дивом уціліла.
Незважаючи на спроби радянської влади знищити храм, він зберігся завдяки тодішнім керівникам: голові колгоспу Борису Ливкуну та голові сільської ради Михайлу Геду.
Під час закриття церкви багато греко-католиків пішли в підпілля. Монахиня Стефанія Василів запрошувала священників, зокрема Павла Василика та Василія Семенюка, які таємно проводили богослужіння. Згодом служби почали проводити в хатах О. Старик та Ганни Парацій.
У 1988 році в селі знову відкрили церкву підпорядкування РПЦ. 31 грудня 1988 року відбулося перше відкрите богослужіння на цвинтарі, яке очолив єпископ Павло Василик, освятивши хрест.
Розподіл громади та будівництво нової церкви
Після легалізації УГКЦ в селі почали діяти дві конфесії. Православна громада, яка зараз належить до ПЦУ, залишила за собою старий дерев'яний храм.
Греко-католицька громада, утворена в 1990 році, почала збір коштів на будівництво власної церкви. Будівництво розпочалося в лютому 1994 року під керівництвом В. Била, І. Старика та О. Парація. У ньому брала участь уся громада, а також жителі сусідніх сіл.
Будівництво завершили у 1995 році. Архітектором став Михайло Нетриб'як, а автором іконостасу та розписів — Володимир Василик. До завершення будівництва богослужіння проводилися у тимчасовій капличці біля могили УСС.
У листопаді 1994 року відбулося перше богослужіння у ще недобудованому храмі.
10 серпня 1997 року владика Михаїл Сабрига освятив церкву Святого Теодосія Печерського і висвятив о. Івана Савицького.
При парафії діють:
- Братство «Матері Божої Неустанної Помочі».
- Вівтарна дружина.

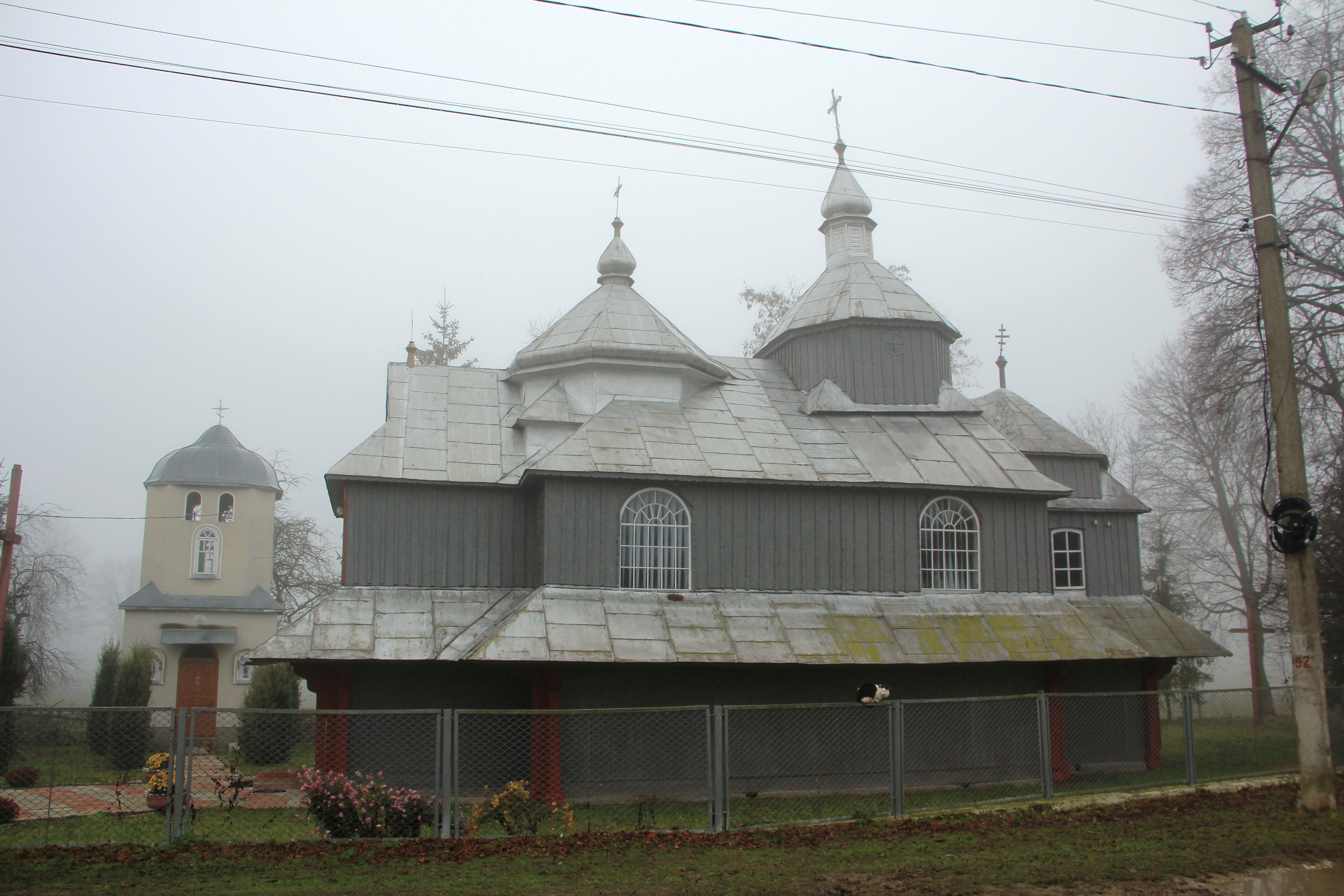
Дерев'яний храм преподобного Феодосія Печерського ПЦУ (1918)
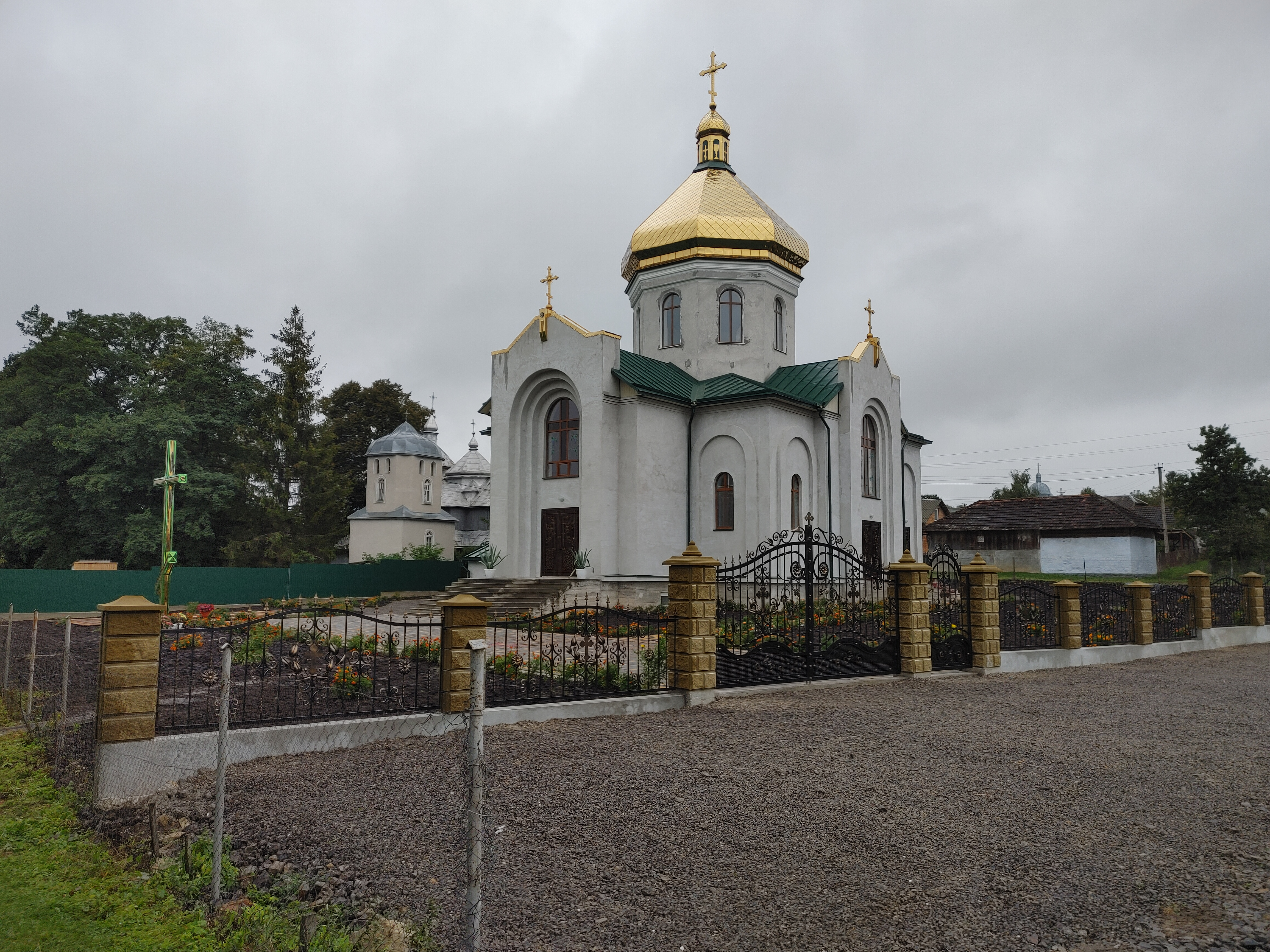
Новозбудований храм на честь преподобного Феодосія Печерського ПЦУ (2022)

## Парохи
УГКЦ
- о. Захарій Полляшецький (1894—1919),
- о. Любомир Бєлінський (до 1938),
- о. Палагіцький і о. Сингалевич (до 1945),
- о. Володимир Ржовський (до 1947),
- о. Костянтин Висоцький (1947—1955),
- о. Нагірняк (1955—1956),
- о. Володимир Білінський (до 1978),
- о. Дем'ян Михайлишин (весна 1979—січень 1992),
- о. Григорій Петришин (1993),
- о. Василь Шайда (1993—1995),
- о. Петро Заліпа (1996),
- о. Ярослав Пилипів (1996—1997),
- о. Іван Савицький (з 11 вересня 1997).

ПЦУ
- о. Микола Романів (2010-2024),
- о. Ростислав Петричук (з 20.06.2024).